# Arcidiocesi di Monreale
L'arcidiocesi di Monreale (in latino Archidioecesis Montis Regalis) è una sede della Chiesa cattolica in Italia suffraganea dell'arcidiocesi di Palermo appartenente alla regione ecclesiastica Sicilia. Nel 2023 contava 259656 battezzati su 262920 abitanti. È retta dall'arcivescovo Gualtiero Isacchi.

## Territorio
L'arcidiocesi comprende 24 comuni della città metropolitana di Palermo: Monreale (esclusa la parrocchia di San Martino delle Scale che fa parte dell'arcidiocesi di Palermo), Altofonte, Balestrate, Bisacquino, Borgetto, Campofiorito, Camporeale, Capaci, Carini, Chiusa Sclafani, Cinisi, Corleone, Giardinello, Giuliana, Isola delle Femmine, Montelepre, Partinico, Prizzi, Roccamena, San Cipirello, San Giuseppe Jato, Terrasini, Torretta, Trappeto e le parrocchie di Sant'Antonio di Padova, San Gioacchino, Maria Santissima Addolorata e Santa Maria La Reale della città di Palermo.
Sede arcivescovile è la città di Monreale, dove si trova la cattedrale di Santa Maria Nuova.
Il territorio dell'arcidiocesi si estende su 1.509 km² ed è suddiviso in 70 parrocchie, raggruppate nei seguenti vicariati: Bisacquino, Carini, Corleone, Monreale, Partinico e San Giuseppe Jato.

## Storia
L'abbazia di Santa Maria Nuova di Monreale fu dichiarata esente dalla giurisdizione degli arcivescovi di Palermo nel 1174 da papa Alessandro III, che con due bolle successive Attendentes quomodo ed Ex debito suscepti regiminis accordò all'abbazia molti privilegi. È incerto se il primo abate Teobaldo, eletto nel 1176, ottenne la consacrazione vescovile. Il re di Sicilia Guglielmo II dotò l'abbazia di molti possedimenti, sui quali l'abate esercitava la signoria feudale con giurisdizione civile e penale.
Il suo successore Guglielmo, eletto due anni più tardi, riuscì ad ottenere da papa Lucio III, con la bolla Licet Dominus del 5 febbraio 1183, l'elevazione dell'abbazia al rango di arcidiocesi metropolitana, a cui furono assegnate come suffraganee le diocesi di Catania e, dal 1188, di Siracusa.
Il diritto di elezione degli arcivescovi fu affidato inizialmente ai monaci del capitolo. Nel 1233 papa Gregorio IX avocò alla Sede Apostolica il diritto di conferma degli eletti e contestualmente secolarizzò il capitolo, annullando perciò l'antico diritto dei monaci.
Dal 1446 al 1488 l'arcivescovo di Monreale accolse nei territori della diocesi un folto gruppo di esuli albanesi cattolici osservanti il rito bizantino (rito greco), esuli dalle proprie terre a causa dell'occupazione turco-ottomana.
Nel 1590 l'arcivescovo Ludovico II de Torres istituì il seminario diocesano.
Il 7 luglio 1775 papa Pio VI, su richiesta del re Ferdinando III di Sicilia, in forza del breve Apostolici suscepti unì aeque principaliter l'arcidiocesi di Monreale a quella di Palermo. L'unione ebbe termine il 2 marzo 1802 quando papa Pio VII con la bolla Imbecillitas humanae mentis ripristinò Monreale come sede metropolitana indipendente.
Nel 1816 ottenne come suffraganea la neo-eretta diocesi di Caltagirone e l'anno successivo quella di Piazza Armerina. Nel 1832 perse la giurisdizione metropolitica sulla diocesi di Siracusa divenuta diocesi immediatamente soggetta alla Santa Sede.
Il 20 maggio 1844 nel quadro del generale riordino delle diocesi siciliane stabilito dalla bolla In suprema di papa Gregorio XVI, si ampliò includendo cinque comuni che erano appartenuti alla diocesi di Agrigento. Contestualmente fu riorganizzata la provincia ecclesiastica che ora vedeva come suffraganee le diocesi di Agrigento, di Caltanissetta e di Catania, mentre Caltagirone e Piazza Armerina passavano alla provincia ecclesiastica di Siracusa. Nel 1859 la diocesi di Catania smise di essere sua suffraganea per essere stata elevata a sede arcivescovile.
Nel 1867 l'arcidiocesi rimase vacante per la morte di mons. Benedetto D'Acquisto; la sede vacante si protrasse, anche per i tentativi del governo liberale di intervenire nella nomina dei vescovi, che era soggetta all'exequatur e alla pretesa di subentrare nel regio patronato ai precedenti monarchi, ossia di godere del diritto di presentazione dei vescovi. Dopo la frattura tra Chiesa e Stato con la presa di Porta Pia del 20 settembre 1870, la Santa Sede rifiutò di concordare le nomine dei vescovi e tra il 1871 e il 1872 procedette a nomine unilaterali per le diocesi siciliane, scegliendo per Monreale il vescovo teatino Giuseppe Maria Papardo del Parco (1871-1883). Fino al 1879 non ricevette l'exequatur e pertanto aveva ricevuto l’ingiunzione di lasciare il palazzo arcivescovile. Un'eventuale resistenza avrebbe potuto comportare non solo l'uso della forza, ma anche l'allontanamento coatto dalla diocesi e l'affidamento della diocesi a un vicario capitolare.
Il 26 ottobre 1937 cedette le parrocchie di rito bizantino a vantaggio dell'erezione dell'eparchia di Piana dei Greci (oggi eparchia di Piana degli Albanesi).
Dal 2 dicembre 2000 Monreale non è più sede metropolitana, pur conservando il titolo arciepiscopale, ed è entrata a far parte della provincia ecclesiastica dell'arcidiocesi di Palermo. Nello stesso giorno Agrigento diventava sede metropolitana avendo Caltanissetta e Piazza Armerina come suffraganee.

## Cronotassi dei vescovi
Si omettono i periodi di sede vacante non superiori ai 2 anni o non storicamente accertati.
- Teobaldo, O.S.B. † (1176 - 14 maggio 1178 deceduto) (abate)

- Guglielmo, O.S.B. † (1178 - 28 ottobre circa 1191 deceduto)
- Caro, O.S.B. † (prima del 1194 - dopo il 1222)
- Benvenuto † (1254 - 24 luglio 1260 deceduto)
- Goffredo di Belmonte † (1º ottobre 1266 - 1267)
- Trasmundo † (1267 - 1269)
- Avveduto † (1269 - 1275 deceduto)
- Giovanni Boccamazza † (15 agosto 1278 - 22 dicembre 1285 dimesso)
  - Giovanni Boccamazza † (22 dicembre 1285 - 20 agosto 1286 dimesso) (amministratore apostolico)
- Pietro Gerra † (20 agosto 1286 - 6 gennaio 1298 nominato arcivescovo di Capua)
- Ruggero Dommusco † (10 gennaio 1304 - 1304 deceduto)
- Arnaldo Ressach † (17 febbraio 1306 - 1324 deceduto)
- Napoleone Orsini † (26 luglio 1325 - 1337 deceduto)
- Emanuele Spinola † (4 novembre 1338 - aprile 1362 deceduto)
- Guglielmo Monstrio † (1362 - 1379 deposto)
  - Francisco Riquer, O.F.M. † (19 novembre 1380 - 19 dicembre 1384 nominato vescovo di Huesca) (antivescovo)
  - Pietro † (?) (antivescovo)
- Paolo dei Lapi, O.F.M. † (3 febbraio 1379 - 18 aprile 1418 nominato arcivescovo titolare di Tessalonica)
- Giovanni Ventimiglia † (2 aprile 1418 - 25 gennaio 1450 deceduto)
- Alfonso Coevaruvias † (11 febbraio 1450 - novembre 1454 deceduto)
- Giovanni D'Aragona † (3 gennaio 1455 - 4 ottobre 1458 nominato vescovo di Barcellona)
- Ausias Despuig † (18 settembre 1458 - 2 settembre 1483 deceduto)
- Juan de Borgia Llançol de Romaní † (13 settembre 1483 - 1º agosto 1503 deceduto)
- Juan Castellar y de Borja † (9 agosto 1503 - 1º gennaio 1505 deceduto)
  - Alfonso d'Aragona † (24 gennaio 1505 - 23 gennaio 1512 nominato arcivescovo di Valencia) (amministratore apostolico)
- Enrique Cardona † (23 gennaio 1512 - 7 febbraio 1530 deceduto)
  - Pompeo Colonna † (20 dicembre 1530 - 28 giugno 1532 deceduto) (amministratore apostolico)
  - Ippolito de' Medici † (26 luglio 1532 - 10 agosto 1535 deceduto) (amministratore apostolico)
  - Alessandro Farnese † (15 maggio 1536 - 14 gennaio 1568 nominato arcivescovo) (amministratore apostolico)
- Alessandro Farnese † (14 gennaio 1568 - 9 dicembre 1573 dimesso)
- Ludovico de Torres I † (9 dicembre 1573 - 31 dicembre 1583 deceduto)
  - Sede vacante (1583-1588)
- Ludovico de Torres II † (22 gennaio 1588 - 9 luglio 1609 deceduto)
  - Sede vacante (1609-1612)
- Arcangelo Gualtieri, O.F.M. † (18 giugno 1612 - 8 dicembre 1617 deceduto)
  - Sede vacante (1617-1620)
- Jerónimo Venero Leyva † (17 febbraio 1620 - 6 agosto 1628 deceduto)
  - Sede vacante (1628-1634)
- Cosimo de Torres † (3 aprile 1634 - 1º maggio 1642 deceduto)
- Giovanni Torresiglia † (13 luglio 1644 - 28 gennaio 1648 deceduto)
- Francesco Peretti di Montalto † (30 maggio 1650 - 4 maggio 1655 deceduto)
- Ludovico Alfonso de Los Cameros † (16 ottobre 1656 - 14 maggio 1668 nominato arcivescovo di Valencia)
- Vitaliano Visconti † (2 giugno 1670 - 7 settembre 1671 deceduto)
- Giovanni Roano e Corrionero † (27 novembre 1673 - 4 luglio 1703 deceduto)
- Francesco del Giudice † (14 gennaio 1704 - 15 febbraio 1725 dimesso)
- Juan Álvaro Cienfuegos Villazón, S.I. † (21 febbraio 1725 - 24 aprile 1739 dimesso)
- Troiano Acquaviva d'Aragona † (4 maggio 1739 - 20 marzo 1747 deceduto)
  - Sede vacante (1747-1753)
- Giacomo Bonanno † (28 maggio 1753 - 14 gennaio 1754 deceduto)
- Francesco Testa † (22 aprile 1754 - 17 maggio 1773 deceduto)
  - Sede vacante (1773-1776)
- Francesco Ferdinando Sanseverino, C.P.O. † (15 aprile 1776 - 31 marzo 1793 deceduto)
- Filippo Lopez y Royo, C.R. † (17 giugno 1793 - 4 settembre 1801 dimesso)
- Mercurio Maria Teresi † (24 maggio 1802 - 17 aprile 1805 deceduto)
  - Sede vacante (1805-1816)
- Domenico Benedetto Balsamo, O.S.B. † (23 settembre 1816 - 6 aprile 1844 deceduto)
- Pier Francesco Brunaccini, O.S.B. † (24 novembre 1845 - 14 giugno 1850 deceduto)
  - Sede vacante (1850-1858)
- Benedetto D'Acquisto † (23 dicembre 1858 - 7 agosto 1867 deceduto)
  - Sede vacante (1867-1871)
- Giuseppe Maria Papardo del Parco, C.R. † (27 ottobre 1871 - 3 agosto 1883 deceduto)
- Domenico Gaspare Lancia di Brolo, O.S.B. † (24 marzo 1884 - 31 luglio 1919 deceduto)
- Antonio Augusto Intreccialagli, O.C.D. † (31 luglio 1919 succeduto - 19 settembre 1924 deceduto)
- Ernesto Eugenio Filippi † (6 aprile 1925 - 23 agosto 1951 deceduto)
- Francesco Carpino † (23 agosto 1951 succeduto - 19 gennaio 1961 dimesso[4])
- Corrado Mingo † (28 aprile 1961 - 11 marzo 1978 ritirato)
- Salvatore Cassisa † (11 marzo 1978 - 24 maggio 1997 ritirato)
- Pio Vittorio Vigo † (24 maggio 1997 - 15 ottobre 2002 nominato arcivescovo, titolo personale, di Acireale)
- Cataldo Naro † (18 ottobre 2002 - 29 settembre 2006 deceduto)
- Salvatore Di Cristina (2 dicembre 2006 - 8 febbraio 2013 ritirato)
- Michele Pennisi (8 febbraio 2013 - 28 aprile 2022 ritirato)
- Gualtiero Isacchi, dal 28 aprile 2022

## Statistiche
L'arcidiocesi nel 2023 su una popolazione di 262.920 persone contava 259.656 battezzati, corrispondenti al 98,8% del totale.
| anno | popolazione | popolazione | popolazione | presbiteri | presbiteri | presbiteri | presbiteri                | diaconi | religiosi | religiosi | parrocchie |
| anno | battezzati  | totale      | %           | numero     | secolari   | regolari   | battezzati per presbitero | diaconi | uomini    | donne     | parrocchie |
| ---- | ----------- | ----------- | ----------- | ---------- | ---------- | ---------- | ------------------------- | ------- | --------- | --------- | ---------- |
| 1949 | 199.500     | 200.000     | 99,8        | 220        | 180        | 40         | 906                       |         | 35        | 300       | 50         |
| 1970 | 198.000     | 200.000     | 99,0        | 179        | 137        | 42         | 1.106                     |         | 54        | 342       | 77         |
| 1980 | 211.800     | 214.000     | 99,0        | 150        | 117        | 33         | 1.412                     |         | 47        | 305       | 85         |
| 1990 | 207.700     | 224.800     | 92,4        | 147        | 104        | 43         | 1.412                     |         | 58        | 261       | 113        |
| 1999 | 185.000     | 190.000     | 97,4        | 147        | 107        | 40         | 1.258                     | 2       | 53        | 290       | 113        |
| 2000 | 185.000     | 190.000     | 97,4        | 144        | 104        | 40         | 1.284                     | 1       | 53        | 290       | 113        |
| 2001 | 185.000     | 190.000     | 97,4        | 150        | 110        | 40         | 1.233                     |         | 53        | 290       | 113        |
| 2002 | 185.000     | 190.000     | 97,4        | 145        | 106        | 39         | 1.275                     |         | 49        | 262       | 113        |
| 2004 | 185.000     | 193.413     | 95,7        | 133        | 106        | 27         | 1.390                     | 2       | 44        | 278       | 113        |
| 2010 | 230.000     | 234.300     | 98,1        | 131        | 103        | 28         | 1.755                     | 7       | 31        | 161       | 88         |
| 2013 | 255.150     | 258.368     | 98,8        | 136        | 110        | 26         | 1.876                     | 11      | 29        | 148       | 69         |
| 2016 | 259.615     | 262.906     | 98,7        | 131        | 101        | 30         | 1.981                     | 13      | 33        | 150       | 70         |
| 2019 | 259.964     | 263.209     | 98,8        | 117        | 99         | 18         | 2.221                     | 17      | 31        | 143       | 70         |
| 2021 | 259.100     | 262.425     | 98,7        | 118        | 105        | 13         | 2.195                     | 18      | 22        | 141       | 70         |
| 2023 | 259.656     | 262.920     | 98,8        | 112        | 101        | 11         | 2.318                     | 18      | 21        | 117       | 70         |